# Manoir de Kervaudu

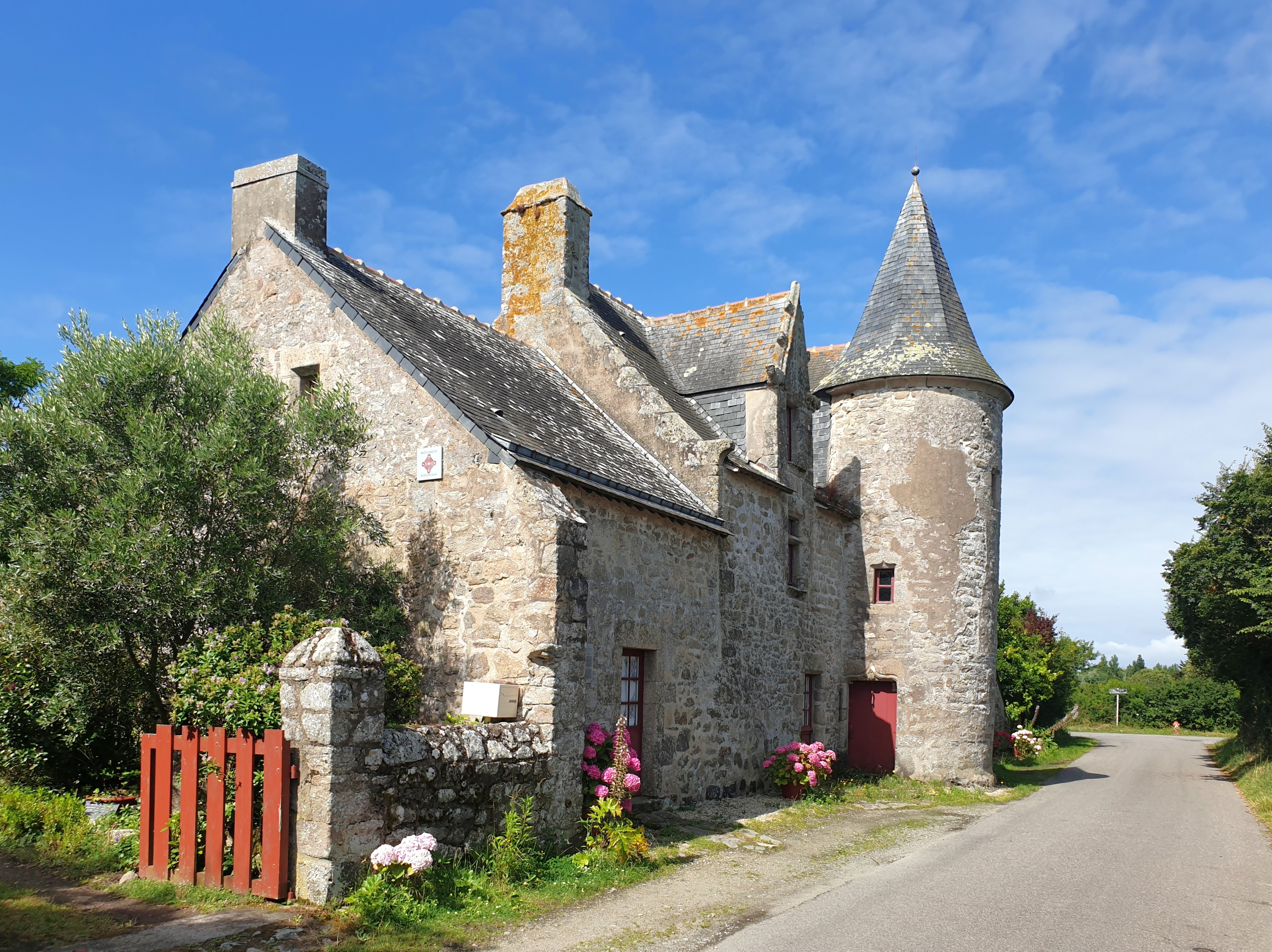
Das Manoir de Kervaudu

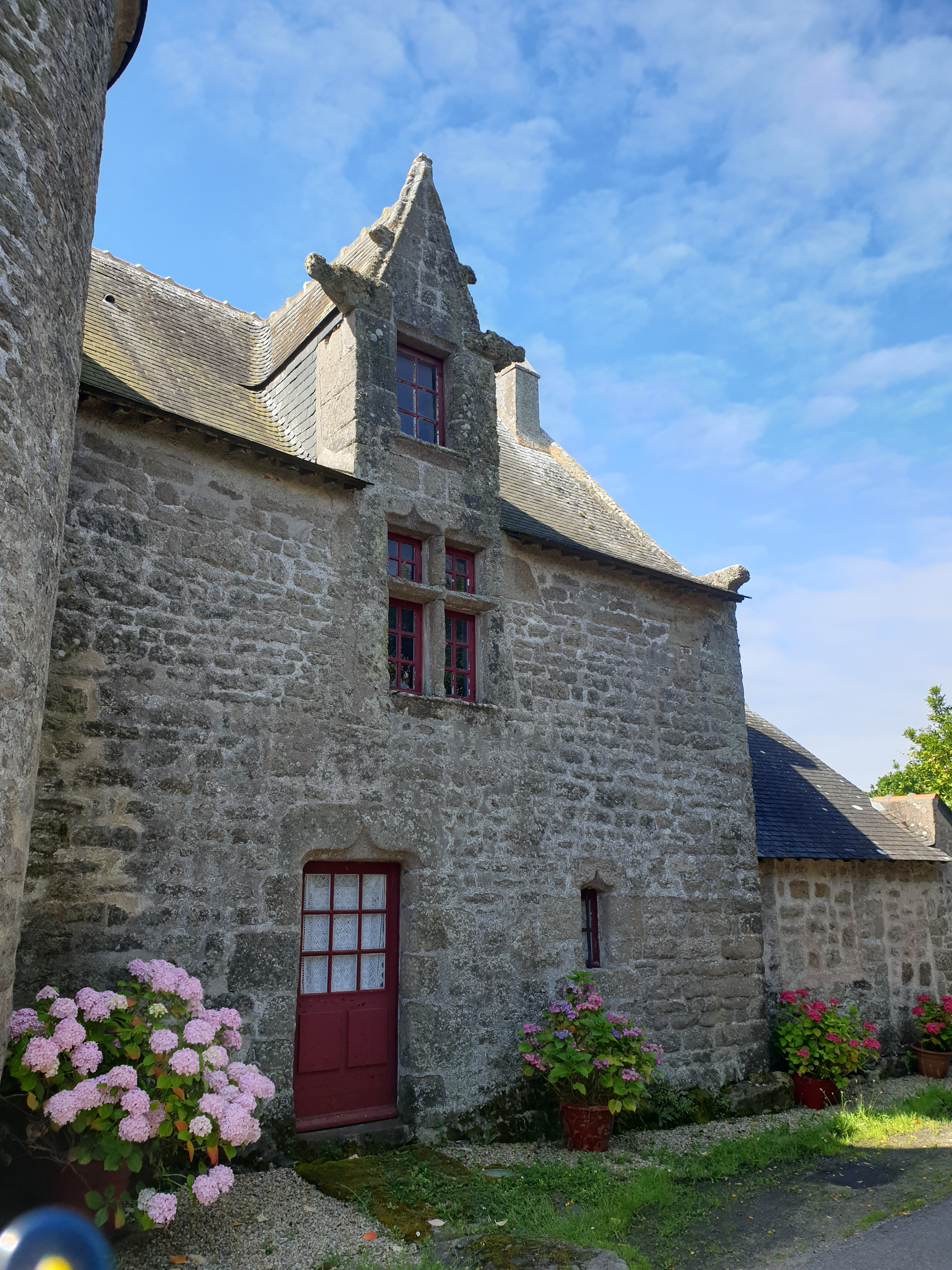
Die Nordseite des Westflügels

Das Manoir de Kervaudu ist ein spätmittelalterliches Herrenhaus in Le Croisic im Département Loire-Atlantique in Frankreich. Das Bauwerk ist seit dem Jahr 1921 als Monument historique klassifiziert.

## Geschichte
Das Manoir de Kervaudu wurde Ende des 15. Jahrhunderts durch die Familie Gentilhomme erbaut. Das kleine Herrenhaus ist in der Region einzigartig in der Aufteilung der Innenräume. Es umfasst zwei große Räume im Erdgeschoss, zwei weitere im ersten Stock und zwei Schlafzimmer mit Lichteinfall durch zwei Fenster im Dachgeschoss, die alle über eine Wendeltreppe mit Granitstufen in einem Treppenturm erreichbar sind. Die Fenster- und Türstürze sind mit spätgotischen Kielbögen verziert.
Im Anwesen lebte im 17. Jahrhundert der protestantische Dichter René Gentilhomme de l'Espine (1610–1672). Das Edikt von Nantes machte Le Croisic zu dieser Zeit zu einem wichtigen Ort für die Hugenotten. Ab 1907 diente das Haus als Wohnsitz des Malers Ferdinand Loyen du Puigaudeau aus dem Umfeld der Schule von Pont-Aven. Nördlich des Anwesens befinden sich die alten Salzwiesen von Saint-Goustan, die im 15. Jahrhundert angelegt worden waren.